# بیوان دوچرتی
بیوان دوچرتی (انگلیسی: Bevan Docherty؛ زادهٔ ۲۹ مارس ۱۹۷۷) از برندگان مدال‌های بازی‌های المپیک تابستانی اهل نیوزیلند است.